# Toulon-sur-Allier
Toulon-sur-Allier est une commune française située dans le département de l'Allier, en région Auvergne-Rhône-Alpes.
La commune, située au sud de Moulins, préfecture du département, fait partie de la communauté d'agglomération Moulins Communauté et de l'aire d'attraction de Moulins. Ses habitants, au nombre de 1 171 au recensement de 2022, sont appelés les Toulonnais et les Toulonnaises.

## Géographie

### Localisation
La commune de Toulon-sur-Allier se situe dans le département de l'Allier, au sud de Moulins, sur la rive droite de l'Allier, une des dernières rivières sauvages d'Europe.

### Communes limitrophes
Ses communes limitrophes sont :
| Bressolles | Yzeure Moulins    |                 |
|            | Toulon-sur-Allier | Montbeugny      |
| Chemilly   | Bessay-sur-Allier | Neuilly-le-Réal |

### Géologie et relief
À l'ouest, on trouve un paysage de plaine, le val d'Allier, où se situe une réserve naturelle (réserve naturelle nationale du val d'Allier), et à l'est un paysage de bocage. Toulon est à la limite du Bocage bourbonnais, à l'ouest, et de la Sologne bourbonnaise, à l'est.

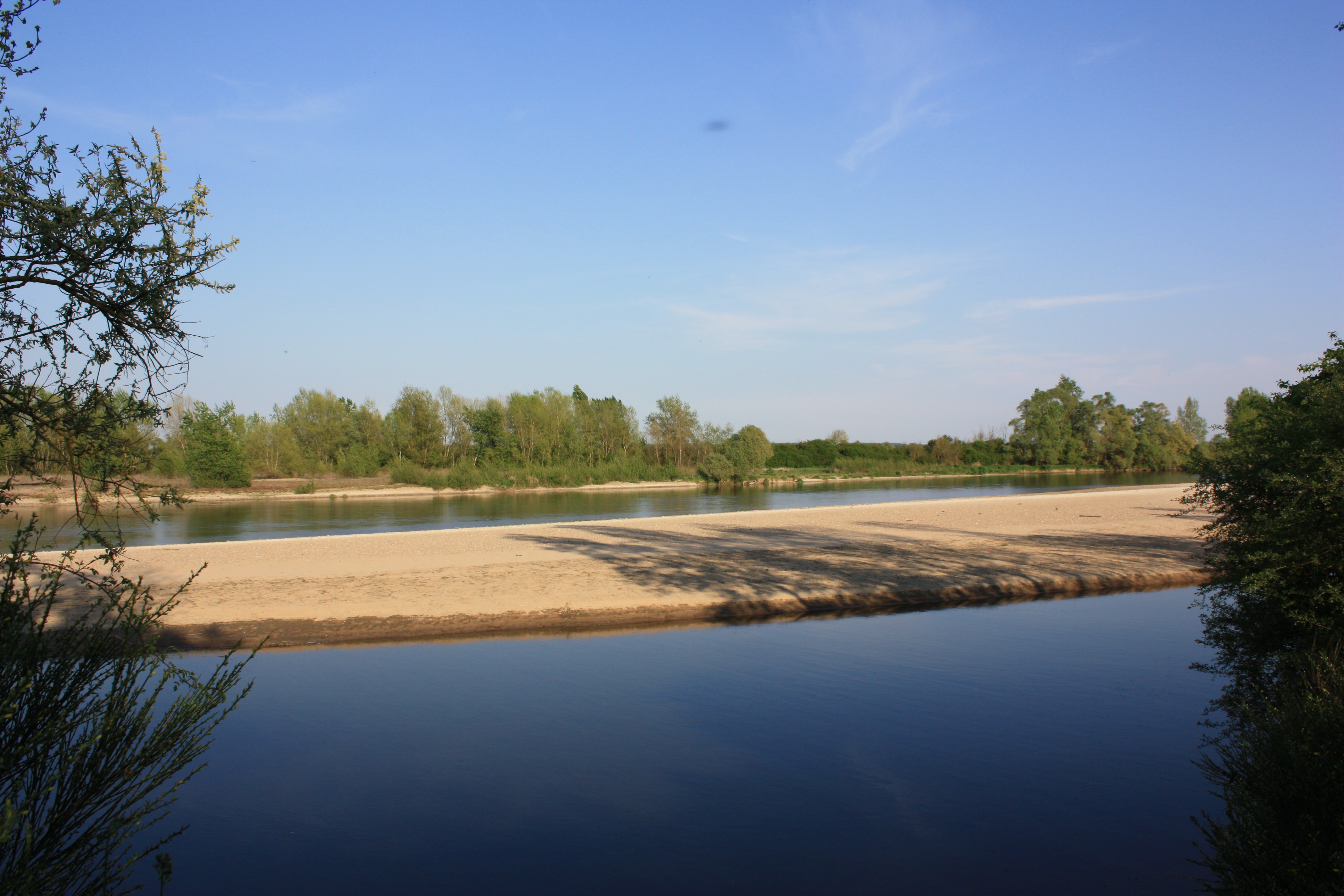
La rivière Allier.

### Voies de communication et transports

#### Voies routières
La commune se situe au croisement de deux axes routiers majeurs : la RN 7 et la Route Centre-Europe Atlantique (RCEA ou A79, ancienne RN 79) ; l'échangeur entre ces deux routes se trouve au sud de la commune.
L'ancienne route nationale 7 traversant le centre de Toulon-sur-Allier est devenue la route départementale 707.
Le territoire communal est également traversé par les routes départementales suivantes :
- RD 12 (liaison Moulins – Montbeugny) à la frontière avec Yzeure ;
- RD 53 (à l'est de la commune, en direction de Chapeau) ;
- RD 286 ;
- RD 300 ;
- RD 989 (en direction de Jaligny-sur-Besbre).

#### Transports ferroviaires
La commune est traversée du nord au sud par la ligne de chemin de fer Moret - Veneux-les-Sablons à Lyon-Perrache. La gare la plus proche est située à Moulins.

### Climat
Pour des articles plus généraux, voir Climat d'Auvergne-Rhône-Alpes et Climat de l'Allier.
En 2010, le climat de la commune est de type climat océanique dégradé des plaines du Centre et du Nord, selon une étude du CNRS s'appuyant sur une série de données couvrant la période 1971-2000. En 2020, Météo-France publie une typologie des climats de la France métropolitaine dans laquelle la commune est exposée à un climat océanique altéré et est dans la région climatique Centre et contreforts nord du Massif Central, caractérisée par un air sec en été et un bon ensoleillement.
Pour la période 1971-2000, la température annuelle moyenne est de 11,3 °C, avec une amplitude thermique annuelle de 16,3 °C. Le cumul annuel moyen de précipitations est de 773 mm, avec 10,9 jours de précipitations en janvier et 7 jours en juillet. Pour la période 1991-2020, la température moyenne annuelle observée sur la station météorologique de Météo-France la plus proche, sur la commune d'Yzeure à 5 km à vol d'oiseau, est de 11,9 °C et le cumul annuel moyen de précipitations est de 795,7 mm,. Pour l'avenir, les paramètres climatiques de la commune estimés pour 2050 selon différents scénarios d'émission de gaz à effet de serre sont consultables sur un site dédié publié par Météo-France en novembre 2022.

## Urbanisme

### Typologie
Au 1er janvier 2024, Toulon-sur-Allier est catégorisée commune rurale à habitat dispersé, selon la nouvelle grille communale de densité à 7 niveaux définie par l'Insee en 2022.
Elle est située hors unité urbaine. Par ailleurs la commune fait partie de l'aire d'attraction de Moulins, dont elle est une commune de la couronne,. Cette aire, qui regroupe 64 communes, est catégorisée dans les aires de 50 000 à moins de 200 000 habitants,.

### Occupation des sols

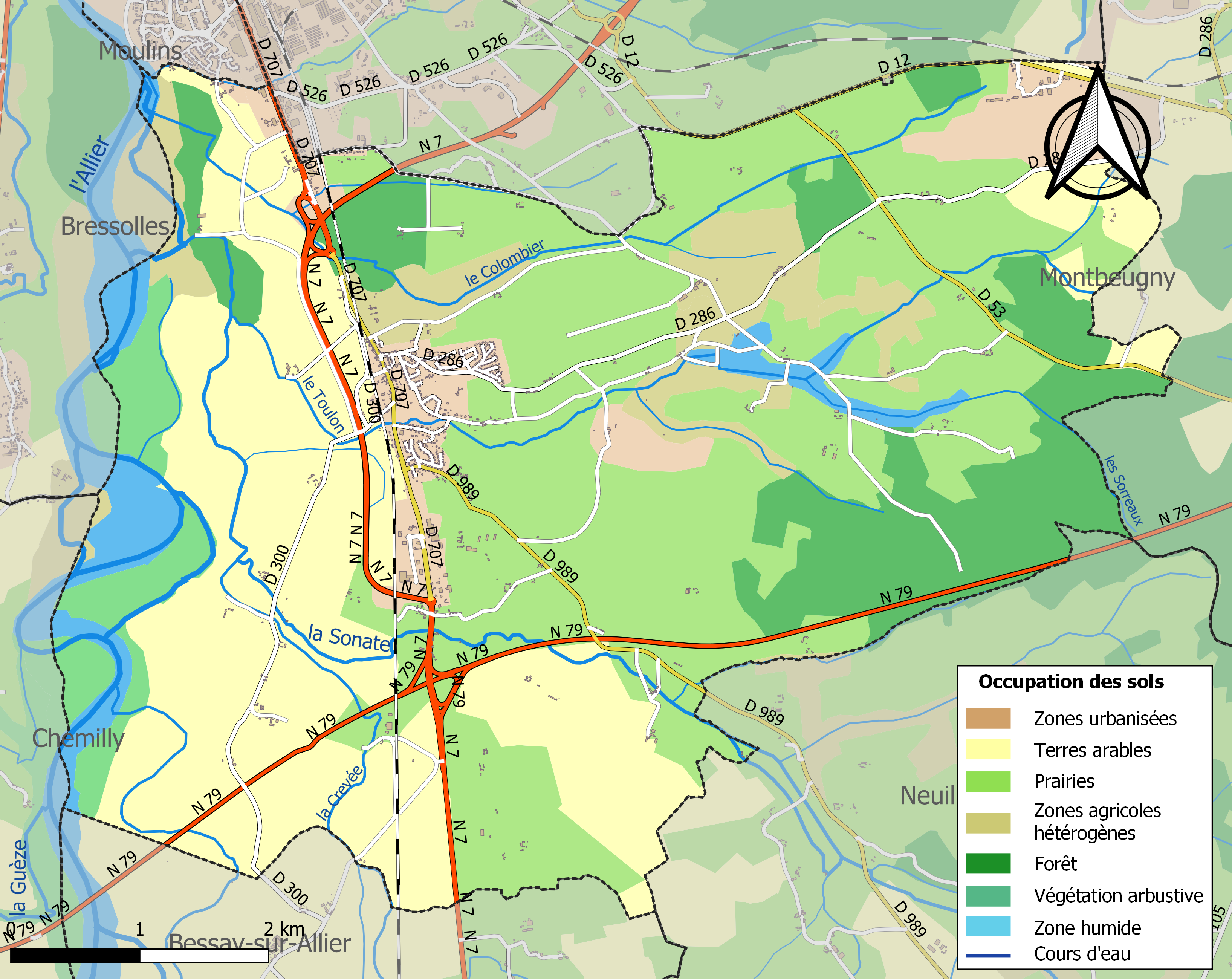
Carte des infrastructures et de l'occupation des sols de la commune en 2018 (CLC).

L'occupation des sols de la commune, telle qu'elle ressort de la base de données européenne d’occupation biophysique des sols Corine Land Cover (CLC), est marquée par l'importance des territoires agricoles (73,6 % en 2018), en diminution par rapport à 1990 (77 %). La répartition détaillée en 2018 est la suivante : prairies (37,6 %), terres arables (29,4 %), forêts (12,8 %), zones agricoles hétérogènes (6,6 %), eaux continentales (3,7 %), milieux à végétation arbustive et/ou herbacée (3,6 %), zones industrielles ou commerciales et réseaux de communication (3,5 %), zones urbanisées (2 %), espaces verts artificialisés, non agricoles (0,7 %).
L'IGN met par ailleurs à disposition un outil en ligne permettant de comparer l'évolution dans le temps de l'occupation des sols de la commune (ou de territoires à des échelles différentes). Plusieurs époques sont accessibles sous forme de cartes ou photos aériennes : la carte de Cassini (XVIIIe siècle), la carte d'état-major (1820-1866) et la période actuelle (1950 à aujourd'hui).

## Toponymie
L'origine du nom de Toulon vient de la langue gauloise avec un toponyme faisant référence à une source sacrée (« telo » ou « tolo »).

## Histoire

### Préhistoire
La commune de Toulon-sur-Allier semble faire l'objet d'une occupation dès le Paléolithique supérieur. Cependant ce n'est qu'au Néolithique moyen que l'installation humaine se pérennise. Cette dernière est attestée à plusieurs reprises sur le territoire pour cette période, puis par la suite, au Néolithique final.

### Époque gallo-romaine
Atelier de poterie antique de Toulon-sur-Allier
Toulon-sur-Allier a été un important site de production de poteries gallo-romaines, faisant partie du groupe des ateliers de Gaule du centre (ateliers arvernes) avec Lezoux pour chef de file.
Plusieurs campagnes de fouilles conduites à partir du XIXe siècle sur l'emplacement de l'atelier des potiers gallo-romains de Toulon-sur-Allier mettent au jour un grand nombre de poteries et figurines en terre blanche. Ces figurines sont visibles au musée Anne-de-Beaujeu à Moulins.
E. Tudot (1860), qui fouille le Champ Lary, y signale des fours à sigillée et à céramique métallisée. En 1960/1961, Vertet fouille le site.
L'atelier a aussi produit de la céramique peinte.
Les tubulures de fours de petite taille du Ier siècle sont surmontées de « petits chapeaux » faits de vases de sigillée percés de 4 ou 5 trous ronds, de 4 ou 5 cm de diamètre. Ces tubulures de la première époque, aux parois plutôt fines, font environ 8 cm de diamètre. Au IIe siècle, les tailles des tubulures (et des fours) augment considérablement.
Le potier Venerandus y a travaillé dans les années 160-190.
La forme carénée, plus fréquente qu'à Lezoux, peut être vue comme un retard sur les grands ateliers inspirant la sigillée de Toulon-sur-Allier.

### Époque moderne
Pendant la période révolutionnaire de la Convention nationale (1792-1795), la commune prit le nom de Mont-la-Loi.

## Politique et administration
| Période                                  | Période                      | Identité                      | Étiquette | Qualité                                                                   |
| ---------------------------------------- | ---------------------------- | ----------------------------- | --------- | ------------------------------------------------------------------------- |
| Les données manquantes sont à compléter. |                              |                               |           |                                                                           |
| 1792                                     | 1795                         | Jean Feuillioux               |           |                                                                           |
| 1795                                     | 1801                         | Gilles Saint Quentin Desmures |           |                                                                           |
| 1801                                     | 1809                         | Hubert Collot                 |           |                                                                           |
| 1809                                     | 1829                         | Antoine Bujon                 |           |                                                                           |
| 1829                                     | 1833                         | Jean Berger de Nomazy         |           | Vice-président du Conseil de préfecture de l'Allier[Information douteuse] |
| 1833                                     | 1835                         | Claude Durin                  |           |                                                                           |
| 1835                                     | 1853                         | Hubert Chabot                 |           | Capitaine de la garde nationale                                           |
| 1853                                     | 1869                         | Joseph Saladin                |           |                                                                           |
| 1869                                     | 1870                         | Hubert Chabot                 |           |                                                                           |
| 1870                                     | 1871                         | Gaspard Lapierre              |           |                                                                           |
| 1871                                     | 1875                         | Antoine Diat                  |           |                                                                           |
| 1875                                     | 1878                         | Dominique de Boissieu         |           |                                                                           |
| 1878                                     | 1879                         | Alfred Marsy                  |           |                                                                           |
| 1879                                     | 1881                         | Gaspard Lapierre              |           |                                                                           |
| 1881                                     | 1884                         | Antoine Diat                  |           |                                                                           |
| 1884                                     | 1904                         | Ernest Bouchard               |           |                                                                           |
| 1904                                     | 1908                         | Jean Emile Bardonnet          |           |                                                                           |
| 1908                                     | 1925                         | Alexis Diat                   |           |                                                                           |
| 1925                                     | 1929                         | François Dénaud               |           |                                                                           |
| 1929                                     | 1931                         | Antoine Brunet                |           |                                                                           |
| 1931                                     | 1941                         | François Dénaud               |           |                                                                           |
| 1941                                     | 1945                         | Eugène Giraud                 |           |                                                                           |
| 1945                                     | 1945                         | François Dénaud               |           |                                                                           |
| 1945                                     | 1947                         | Antoine Petit                 |           |                                                                           |
| 1947                                     | 1969                         | Eugène Giraud                 |           |                                                                           |
| 1969                                     | 1977                         | Michel Lemaire                |           |                                                                           |
| 1977                                     | 1983                         | Renée Antonin Petit           |           |                                                                           |
| 1983                                     | 2001                         | Denis Giraud                  |           |                                                                           |
| mars 2001                                | mars 2014                    | Chantal Bardet                | DVD       | Conseillère départementale suppléante                                     |
| mars 2014                                | En cours (au 8 juillet 2020) | Guillaume Margelidon          |           | Agent commercial                                                          |

## Population et société

### Démographie
Les habitants de la commune sont appelés les Toulonnais et les Toulonnaises.
L'évolution du nombre d'habitants est connue à travers les recensements de la population effectués dans la commune depuis 1793. Pour les communes de moins de 10 000 habitants, une enquête de recensement portant sur toute la population est réalisée tous les cinq ans, les populations de référence des années intermédiaires étant quant à elles estimées par interpolation ou extrapolation. Pour la commune, le premier recensement exhaustif entrant dans le cadre du nouveau dispositif a été réalisé en 2005.

En 2022, la commune comptait 1 171 habitants, en évolution de +2,81 % par rapport à 2016 (Allier : −1,38 %, France hors Mayotte : +2,11 %).
| 1793 | 1800 | 1806 | 1821 | 1831 | 1836 | 1841 | 1846 | 1851 |
| ---- | ---- | ---- | ---- | ---- | ---- | ---- | ---- | ---- |
| 467  | 493  | 603  | 628  | 808  | 828  | 855  | 938  | 942  |

| 1856 | 1861 | 1866 | 1872  | 1876  | 1881  | 1886  | 1891  | 1896  |
| ---- | ---- | ---- | ----- | ----- | ----- | ----- | ----- | ----- |
| 988  | 930  | 949  | 1 015 | 1 000 | 1 017 | 1 013 | 1 048 | 1 033 |

| 1901  | 1906  | 1911 | 1921 | 1926 | 1931 | 1936 | 1946 | 1954 |
| ----- | ----- | ---- | ---- | ---- | ---- | ---- | ---- | ---- |
| 1 042 | 1 018 | 951  | 922  | 804  | 789  | 793  | 773  | 770  |

| 1962 | 1968 | 1975 | 1982  | 1990  | 1999  | 2005  | 2006  | 2010  |
| ---- | ---- | ---- | ----- | ----- | ----- | ----- | ----- | ----- |
| 744  | 694  | 661  | 1 112 | 1 115 | 1 080 | 1 115 | 1 114 | 1 137 |

| 2015  | 2020  | 2022  | - | - | - | - | - | - |
| ----- | ----- | ----- | - | - | - | - | - | - |
| 1 131 | 1 140 | 1 171 | - | - | - | - | - | - |

### Manifestations culturelles et festivités
La fête patronale a lieu le 8 septembre ou le dimanche suivant.
En juin, Festi' Toulon une manifestation festive regroupant l'ensemble des associations toulonnaises.

### Vie locale
Associations de la commune :
- les amis du patrimoine : association ayant pour but de faire découvrir et valoriser le patrimoine de la commune ;
- amicale laïque : activités extra scolaires ;
- chorale Col Canto : groupe de chanteurs amateurs ;
- comité des fêtes : organisations de nombreuses manifestations ;
- club de l'amitié : animations pour les aînés ;
- CATM/ACPG : association d'anciens combattants et veuves de guerre ;
- les Joyeux Toulonnais : organisations de manifestations festives ;
- association de parents d'élèves ;
- ACAAM : Association des Constructeurs d'Aeronefs de l'Agglomération Moulinoise ;
- aéro Club ;
- ARCA : Atelier Régional de Construction Amateur ;
- Model Club Moulinois : aéromodélisme ;
- planeur Club Moulinois ;
- ULM Club ;
- FAAM : Fédération des Associations Aéronautiques Moulinoises ;
- FDAT : Fédération Des Associations Toulonaises.

### Sports
- AS Toulon : club de football créé en 1969.
- Club de gym volontaire : une section enfants et adultes.
- Tennis-club de Toulon : club de tennis et école de tennis.
- Pétanque toulonnaise : club de pétanque.
- Association Sportive du Golf : parcours de 9 trous.

## Économie
Par sa situation géographique, au croisement de la RN 7 et de la RCEA, Toulon-sur-Allier est un pôle économique important de l'agglomération moulinoise. Plusieurs zones d'activité accueillent un grand nombre d'entreprises. Toulon-sur-Allier possède notamment une zone d’activité axée sur l'aéronautique sur le site de l'aérodrome de Moulins - Montbeugny, qui malgré son nom se situe principalement sur la commune de Toulon.

## Culture locale et patrimoine

### Lieux et monuments

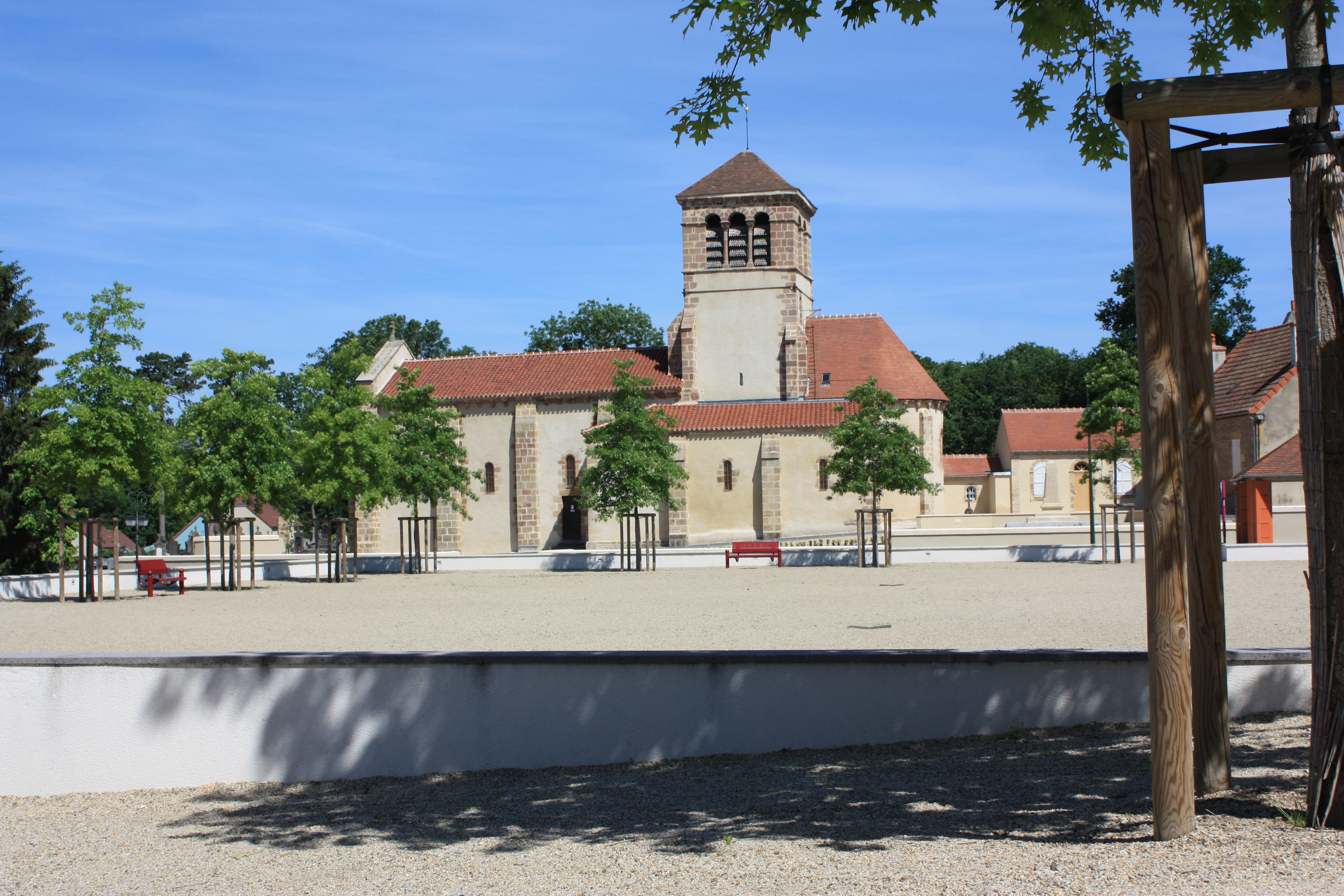
Église Sainte-Marthe et Saint-Martin.

- Église romane Sainte-Marthe et Saint-Martin des XIe et XIIe siècles.
  - En 2008, à la demande des « Amis du Patrimoine », création par le maître-verrier vichyssois Marc Bertola d'un vitrail sur le thème de la Croix. Situé dans la baie ouest, et visible de la RN7, il présente la singularité de traiter en outre du thème johannique du serpent (Saint Jean 3,14).
- Vestige de la chapelle de Mibonnet du XVIIe siècle.
- Château de Montchenin (IMH).
- Château de La Forêt

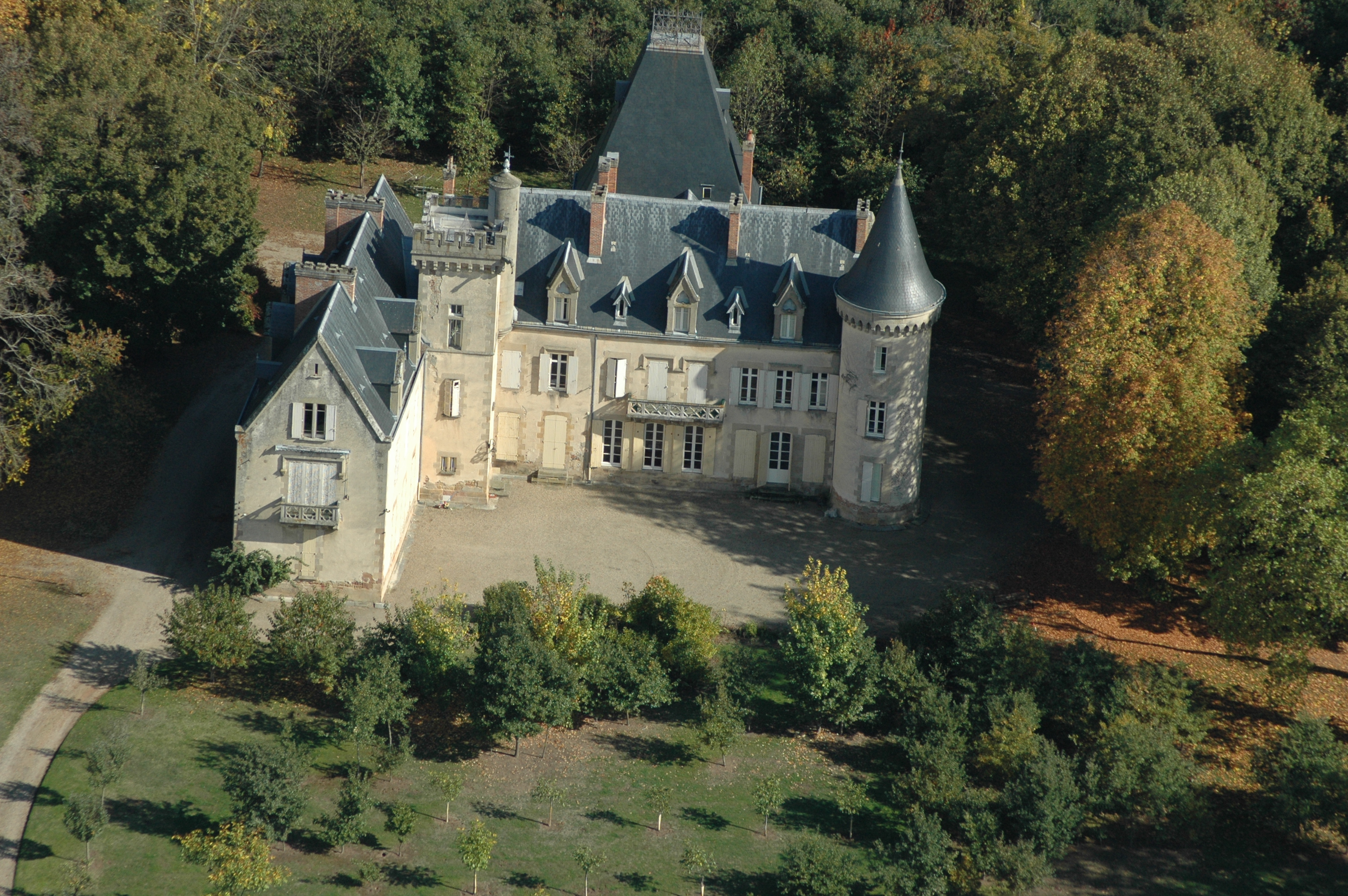
Château du Colombier.

- Château du Colombier du XIXe siècle mais d'inspiration médiévale.
- Motte[31],[32].
- Rendez-vous de chasse du XVIIe siècle à Rangoux.